# 細身擬鮟鱇
細身擬鮟鱇（学名：Lophiodes gracilimanus），為輻鰭魚綱鮟鱇目鮟鱇亞目鮟鱇科的其中一種，分布於印度西太平洋區，包括阿拉伯海、孟加拉灣、印尼等海域，棲息深度125-300公尺，體長可達16.5公分，為底棲性魚類，屬肉食性，生活習性不明。

## 擴展閱讀
維基物種上的相關：細身擬鮟鱇